# 1997 في تونس
فيما يلي قوائم الأحداث التي وقعت خلال عام 1997 في تونس.

## أفلام
من الأفلام التي صدرت هذه السنة في تونس:
- 1 يناير – بنت فاميليا من إخراج نوري بوزيد.

## مواليد

### يوليو
- 22 يوليو – فارس الفرجاني مسايف تونسي.

## وفيات

### يناير
- 1 يناير – محمد الشاذلي النيفر (مواليد 1911)
- 4 يناير – الهادي بالرخيصة (مواليد 1972) لاعب كرة قدم تونسي.